# Песня о безответной любви к Родине
«Песня о безответной любви к Родине» — четвёртый альбом группы «Ноль», вышедший в 1991 году. Он считается[кем?] лучшим творением группы, именно в нём содержатся все основные хиты за весь период творчества: «Русский рок-н-ролл», «Иду, курю», «Человек и кошка», «Песня о настоящем индейце», «Ехали по улице трамваи», «Улица Ленина»… Почти все песни, кроме заглавной инструментальной композиции, вошли в ротации на радио, большинство остаются в эфире до сих пор. И это единственный альбом классического периода, песни из которого вообще звучат на радио, если не считать неформальные и неофициальные интернет-станции. При этом «Песня о…» — альбом не электрический, а акустический; в полновесном электричестве, с ударными и утяжеленном звуком, здесь сделана всего одна песня — «Ты тормоз».
Со времени выхода этой пластинки, а во многом и благодаря ей, группа «Ноль» вошла в так называемый «первый эшелон» русского рока, став одним из лидеров отечественной рок-музыки. И именно с этого времени по иронии судьбы начался закат коллектива. Музыканты стали злоупотреблять спиртным и наркотиками, что привело к известным трагическим событиям в биографии Фёдора Чистякова, оказавшегося в психиатрической лечебнице. Кроме того, свою роль сыграли творческие разногласия между музыкантами, и это привело к временному расколу состава. После всех этих перипетий группа не смогла закрепить свой успех в последующих альбомах, однако диск «Песня о безответной любви к Родине» по-прежнему остаётся одной из сильнейших и самых влиятельных работ в российской рок-музыке, а «Ноль» — одной из главных групп русского рока.

## Издания
Первоначально альбом был выпущен только на виниле фирмой FeeLee, на компакт-дисках — два года спустя, причем сразу в Jewelbox и Digipack. Тогда же вышел и на компакт-кассетах; выпуском занималась та же компания FeeLee.
В 1995 году вышли кассеты фирмы «Zeko».
Первое переиздание альбома на CD состоялось в 2003 году, выпуск осуществила фирма «Отделение „Выход“».
В 2012 году вышли пластинки компании «Мирумир», это было второе издание на виниле.
На первых винилах от FeeLee был ошибочно указан хронометраж инструментальной композиции «Песня о безответной любви к Родине» — 4:37, хотя это суммарная продолжительность «Песни» и «Человека и кошки». Фактически продолжительность инструментала 0:44, «Человека и кошки» — 3:52.
На первых CD в качестве бонусов появились песни «Доктор Хайдер» и «Вперёд, болты». Эти записи были сделаны в 1988 и 1989 годах на «UFO MOBILE SOUND STUDIO» специально для фильма «Dawai Rock’n’Roll».
При издании CD в 2003 году была впервые использована оригинальная фонограмма 1991 года. В качестве бонусов были добавлены демо-варианты песен «Тормоз» и «Человек и кошка», а также не входившая ни в какие альбомы ранее «Я.Л.Ю.Б.Л.Ю.Т.Е.Б.Я.» Также диски содержали мультимедийную часть с пятью видеоклипами.
Существует два разных оформления, жёлтое и белое. Это связано с введением обязательных требований, предъявляемыми к оформлению аудиопродукции (наличие штрих-кода, указание производителя, его юридического адреса, ответственного за претензии и т. п.)
Виниловую версию 2012 года закрывает один бонус — песня «Я.Л.Ю.Б.Л.Ю.Т.Е.Б.Я.».
Мелодии песен были использованы в фильме «Особенности национальной подлёдной ловли, или Отрыв по полной» (2007).

## Список композиций
Автор всех песен Фёдор Чистяков, кроме 6: Фёдор Чистяков – Пётр Струков и 7: Фёдор Чистяков – Алексей Николавев.
| №  | Название                             | Длительность |
| -- | ------------------------------------ | ------------ |
| 1. | «Этот русский Rock-n-roll»           | 5:23         |
| 2. | «Ехали по улице трамваи»             | 5:25         |
| 3. | «Улица Ленина»                       | 5:36         |
| 4. | «Цикорий»                            | 3:08         |
| 5. | «Иду, курю»                          | 3:33         |
| 6. | «Песня о настоящем индейце»          | 4:27         |
| 7. | «Ты — тормоз»                        | 3:22         |
| 8. | «Песня о безответной любви к Родине» | 0:44         |
| 9. | «Человек и Кошка»                    | 3:52         |

| №   | Название                                                  | Длительность |
| --- | --------------------------------------------------------- | ------------ |
| 10. | «Доктор Хайдер» (саундтрек к фильму «Dawai rock-n-roll»)  | 3:01         |
| 11. | «Вперёд, болты!» (саундтрек к фильму «Dawai rock-n-roll») | 4:13         |

| №   | Название                                                                          | Длительность |
| --- | --------------------------------------------------------------------------------- | ------------ |
| 10. | «Я.Л.Ю.Б.Л.Ю.Т.Е.Б.Я.» (песня была записана в 1991, но не вошла в первое издание) | 3:44         |
| 11. | «Ты — тормоз» (демо-версия)                                                       | 4:32         |
| 12. | «Человек и Кошка» (демо-версия)                                                   | 4:51         |

- Песня о безответной любви к Родине
- Иду, курю
- Песня о настоящем индейце
- Ты — тормоз
- Человек и Кошка

## Участники записи
- Фёдор Чистяков — баян, вокал, соло
- Дмитрий Гусаков — бас-гитара
- Георгий Стариков — гитара
- Алексей Николаев — балалайка, перкуссия (5,6), барабаны (7)
- Павел Литвинов (АукцЫон) — перкуссия (1-6)
- Николай Рубанов (АукцЫон) — саксофон (2)
- Вадим Рокицкий, Ясин Тропилло, Владимир Коровин — звук